# Aloe antsingyensis
Aloe antsingyensis (укр. Алое анцинжензис, Алое Анцинжи)  — сукулентна рослина роду алое.

## Етимологія
Видова назва походить від місцевості Анцинжи, де зростає цей вид алое.

## Місця зростання
Зростає на Північно-Західному Мадагаскарі, провінція Махадзанга, регіон Мелакі, у вапняковому лісі Анцинжи (Antsingy), в тіньових місцях. Відомий тільки один локалітет.

## Умови зростання
Мінімальна температура — + 10 °C. Надає перевагу сонячним місцям або легкій тіні. Посухостійка рослина.